# 24h Le Mans 1975

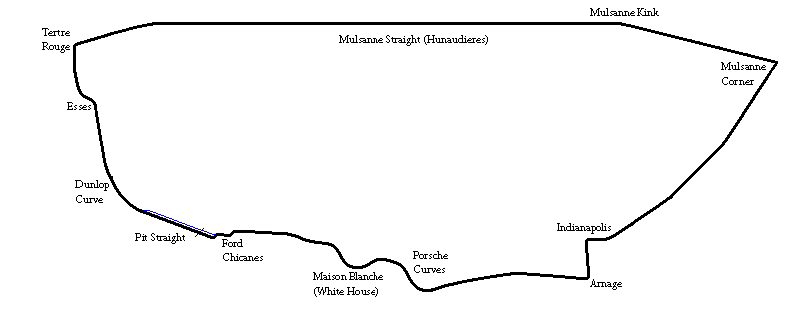
Tor Circuit de la Sarthe

24h Le Mans 1975 – 24–godzinny wyścig rozegrany na torze Circuit de la Sarthe w dniach 14–15 czerwca 1975 roku.

## Wyniki
Źródło: experiencelemans.com
| Poz. | Klasa   | Nr | Zespół                                   | Kierowcy                                                        | Nadwozie                  | Silnik                    | Okr. |
| ---- | ------- | -- | ---------------------------------------- | --------------------------------------------------------------- | ------------------------- | ------------------------- | ---- |
| 1    | S 3.0   | 11 | Gulf Research Racing Co.                 | Derek Bell Jacky Ickx                                           | Mirage GR8                | Ford Cosworth DFV 3.0L V8 | 336  |
| 2    | S 3.0   | 5  | Gitanes Automobiles Ligier               | Jean-Louis Lafosse Guy Chasseuil                                | Ligier JS2                | Ford Cosworth DFV 3.0L V8 | 335  |
| 3    | S 3.0   | 10 | Gulf Research Racing Co.                 | Vern Schuppan Jean-Pierre Jaussaud                              | Mirage GR8                | Ford Cosworth DFV 3.0L V8 | 330  |
| 4    | S 3.0   | 15 | Ovoro Joest Racing                       | Reinhold Joest Mario Casoni Jürgen Barth                        | Porsche 908/3             | Porsche 3.0L Flat-8       | 325  |
| 5    | GT      | 58 | Gelo Racing Team                         | John Fitzpatrick Gijs van Lennep Manfred Schurti Toine Hezemans | Porsche 911 Carrera RSR   | Porsche 3.0L Flat-6       | 315  |
| 6    | GT      | 69 | "Beurlys"                                | Jean Blaton Nick Faure John Cooper                              | Porsche 911 Carrera RSR   | Porsche 3.0L Flat-6       | 311  |
| 7    | GT      | 53 | ASA Cachia Bondy                         | Jacques Borras Pascal Moisson Henri Cachia                      | Porsche 911 Carrera RSR   | Porsche 3.0L Flat-6       | 309  |
| 8    | GT      | 55 | Écurie Robert Buchet                     | Claude Ballot-Léna Jacques Bienvenue                            | Porsche 911 Carrera RSR   | Porsche 3.0L Flat-6       | 304  |
| 9    | GT      | 65 | Jägermeister Kremer Racing               | Billy Sprowls Juan Carlos Bolaños Andres Contreras              | Porsche 911 Carrera RSR   | Porsche 3.0L Flat-6       | 304  |
| 10   | GT Ser. | 84 | Gerhard Maurer                           | Gerhard Maurer Christian Beez Eugen Strähl                      | Porsche 911 Carrera RS    | Porsche 3.0L Flat-6       | 295  |
| 11   | GT Ser. | 67 | Anne-Charlotte Verney                    | Anne-Charlotte Verney Yvotte Fontaine Corinne Tarnaud           | Porsche 911 Carrera RS    | Porsche 3.0L Flat-6       | 294  |
| 12   | GT      | 47 | Écurie Francorchamps                     | Jean-Claude Andruet Teddy Pilette Hughes de Fierlandt           | Ferrari 365 GTB/4         | Ferrari 4.4L V12          | 293  |
| 13   | GT      | 48 | Marcel Mignot                            | Marcel Mignot Harry Jones Philippe Gurdjian                     | Ferrari 365 GTB/4         | Ferrari 4.4L V12          | 293  |
| 14   | S 3.0   | 4  | Alain de Cadenet                         | Alain de Cadenet Chris Craft                                    | De Cadenet-Lola T380      | Ford Cosworth DFV 3.0L V8 | 291  |
| 15   | GTX     | 20 | Porsche Club Romand                      | Bernard Béguin Peter Zbinden Claude Haldi                       | Porsche 911 Carrera Turbo | Porsche 3.0L Turbo Flat-6 | 291  |
| 16   | GT      | 43 | Team Claude Dubois Ecuador Marlboro Team | Pierre Rubens Paolo Bozzetto                                    | De Tomaso Pantera         | Ford 5.8L V8              | 290  |
| 17   | Gt Ser. | 77 | Philippe Dagoreau                        | Thierry Sabine Philippe Dagoreau Jean-Pierre Aeschlimann        | Porsche 911 Carrera RS    | Porsche 3.0L Flat-6       |      |
| 18   | GT Ser. | 80 | X Racing                                 | Raymond Touroul Philippe Hesnault                               | Porsche 911 Carrera RS    | Porsche 3.0L Flat-6       | 284  |
| 19   | GT Ser. | 63 | Porsche Club Romand                      | Jean-Claude Bering Klaus Utz Horst Godel                        | Porsche 911 Carrera RS    | Porsche 3.0L Flat-6       | 283  |
| 20   | GT Ser. | 87 | X Racing                                 | René Boubet Philippe Demagne                                    | Porsche 911S              | Porsche 2.6L Flat-6       | 283  |
| 21   | S 2.0   | 35 | Société Esso                             | Christine Dacremont Michèle Mouton Marianne Hoepfner            | Moynet LM75               | ROC-Simca 2.0L I4         | 269  |
| 22   | S 2.0   | 30 | Jean-Marie Lemerle                       | Jean-Marie Lemerle Patrick Daire Alain Levié                    | Lola T292                 | ROC-Simca 2.0L I4         | 265  |
| 23   | GT      | 61 | Écurie Armagnac Bogorre                  | Christian Bussi Patrick Metral                                  | Porsche 911 Carrera RSR   | Porsche 3.0L Flat-6       | 265  |
| 24   | S 2.0   | 28 | Société ROC                              | François Sérvanin Jacques Henry Albert Dufréne                  | Lola T294                 | ROC-Simca 2.0L I4         | 257  |
| 25   | GT      | 71 | Joël Laplacette                          | Claude Pigeon Joël Laplacette Alain Leroux                      | Porsche 911 Carrera RS    | Porsche 2.7L Flat-6       | 257  |
| 26   | GT      | 72 | André Haller                             | Hans Schuller André Haller Benoit Maechler                      | Datsun 240Z               | Datsun 2.4L I6            | 253  |
| 27   | T       | 91 | Heiddeger Racing Team                    | Daniel Brillat Giancarlo Gagliardi Michel Degourmois            | BMW 2002Ti                | BMW 2.0L I4               | 251  |
| 28   | GT      | 50 | Louis Meznarie                           | Hubert Striebig Helmut Kirschoffer Pierre Mauroy                | Porsche 911 Carrera RSR   | Porsche 3.0L Flat-6       | 242  |
| 29   | S 2.0   | 38 | Rays Racing                              | Nigel Clarkson Derek Worthington                                | Lola T292                 | Ford Cosworth BDG 2.0L I4 | 240  |
| 30   | S 2.0   | 23 | Madison Racing Team                      | Richard Knight Mike Knight Christian Mons                       | March 75S                 | Ford Cosworth 2.0L I4     | 217  |

### Zdyskwalifikowani
| Poz. | Klasa   | Nr | Zespół                        | Kierowcy                 | Nadwozie                | Silnik              | Okr. |
| ---- | ------- | -- | ----------------------------- | ------------------------ | ----------------------- | ------------------- | ---- |
| 31   | GT Ser. | 78 | Écurie Buchet – Cyril Grandet | Bob Wollek Cyril Grandet | Porsche 911 Carrera RSR | Porsche 3.0L Flat-6 | 293  |

### Nie ukończyli
| Poz. | Klasa   | Nr | Zespół                     | Kierowcy                                                            | Nadwozie                | Silnik                    | Okr. |
| ---- | ------- | -- | -------------------------- | ------------------------------------------------------------------- | ----------------------- | ------------------------- | ---- |
| 32   | S 2.0   | 27 | Société ROC                | Laurent Ferrier Xavier Lapeyre Christian Ethuin                     | Lola T294               | ROC-Simca 2.0L I4         |      |
| 33   | S 2.0   | 29 | Société ROC                | Pierre-Marie Painvin Franz Hummel                                   | Lola T292               | ROC-Simca 2.0L I4         |      |
| 34   | S 3.0   | 3  | Christian Poirot           | Christian Poirot Gérard Cuynet Guillermo Ortega Jean-Claude Lagniez | Porsche 908/2           | Porsche 3.0L Flat-8       |      |
| 35   | GT      | 59 | Gelo Racing Team           | Tim Schenken Howden Ganley                                          | Porsche 911 Carrera RSR | Porsche 3.0L Flat-6       |      |
| 36   | S 3.0   | 1  | Wicky Racing Team          | Max Cohen-Olivar Philippe Coran Joël Brachet                        | Porsche 908/2           | Porsche 3.0L Flat-8       |      |
| 37   | S 3.0   | 6  | Gitanes Automobiles Ligier | Henri Pescarolo François Migault                                    | Ligier JS2              | Ford Cosworth DFV 3.0L V8 |      |
| 38   | GT      | 52 | Écurie du Nord             | William Vollery Roger Dorchy Eric Chapuis                           | Porsche 911 Carrera RSR | Porsche 3.0L Flat-6       |      |
| 39   | T       | 98 | Auto Mazda Claude Bouchet  | Claude Bouchet Jean Rondeau                                         | Mazda RX-3              | Mazda 12A 1.2L 2-Rotor    |      |
| 40   | GT      | 57 | Ganto Racing               | John Rulon-Miller Tom Waugh Serge Godard                            | Porsche 911 Carrera RSR | Porsche 3.0L Flat-6       |      |
| 41   | GT      | 60 | Gelo Racing Team           | Toine Hezemans Manfred Schurti                                      | Porsche 911 Carrera RSR | Porsche 3.0L Flat-6       |      |
| 42   | GT      | 68 | Guy Verrier                | Guy Verrier Florian Vetsch Jean-Robert Corthay                      | Porsche 911 Carrera RS  | Porsche 3.0L Flat-6       |      |
| 43   | GT      | 7  | Beurlys International Auto | Pietro Polese "Willer"                                              | De Tomaso Pantera       | Ford 5.8L V8              |      |
| 44   | T       | 93 | Hervé Poulain              | Hervé Poulain Sam Posey Jean Guichet                                | BMW 3.0CSL              | BMW 3.5L I6               |      |
| 45   | S 2.0   | 26 | Elf Switzerland            | Marie-Claude Charmasson Lella Lombardi                              | Renault-Alpine A441     | Renault 2.0L V6           |      |
| 46   | S 3.0   | 18 | Sigma Automotive Co. Ltd.  | Hiroshi Fushida Harukuni Takahashi                                  | Sigma MC75              | Toyota 2.3L Turbo I4      |      |
| 47   | GT      | 16 | Joest Racing / Tebernum    | Clemens Schickentanz Hartwig Bertrams                               | Porsche 911 Carrera RSR | Porsche 3.0L Flat-6       |      |
| 48   | GT      | 96 | Bonnemaison - Thiaw        | Lucien Nageotte Gérard Picard                                       | Porsche 911 Carrera RSR | Porsche 3.0L Flat-6       |      |
| 49   | T       | 95 | Shark Team                 | Jean-Claude Guérie Dominique Fornage                                | Ford Capri RS           | Ford 3.0L V6              |      |
| 50   | S 3.0   | 97 | Gitanes Automobiles Ligier | Jean-Pierre Beltoise Jean-Pierre Jarier                             | Ligier JS2              | Maserati 3.0L V6          |      |
| 51   | S 3.0   | 12 | Racing Team Schulthess     | Hervé Bayard Heinz Schulthess                                       | Lola T284               | Ford Cosworth DFV 3.0L V8 |      |
| 52   | S 2.0   | 40 | Philippe Mettetal          | Jean Ragnotti Michel Lateste                                        | Tecma 755               | Ford 1.8L I4              |      |
| 53   | GT Ser. | 83 | Jean-Yves Gadal            | Jean-Yves Gadal "Ségolen"                                           | Porsche 911 Carrera RS  | Porsche 2.6L Flat-6       |      |
| 54   | T       | 90 | Jean-Claude Aubriet        | Jean-Claude Aubriet "Depnic"                                        | BMW 3.0CSL              | BMW 3.5L I6               |      |
| 55   | GT      | 42 | Henri Gréder               | Henri Gréder Alain Cudini                                           | Chevrolet Corvette      | Chevrolet 7.0L V8         |      |